# Dyskografia Ani Dąbrowskiej
Dyskografia Ani Dąbrowskiej składa się z sześciu albumów studyjnych i czterdziestu dwóch singli. Do 2018 roku łączna sprzedaż płyt artystki przekroczyła liczbę 250 000 egzemplarzy.

## Albumy studyjne
| Rok  | Dane dot. albumu | Najwyższa pozycja na liście | Certyfikat                | Sprzedaż       |
| Rok  | Dane dot. albumu | POL                         | Certyfikat                | Sprzedaż       |
| ---- | --- | --------------------------- | ------------------------- | -------------- |
| 2004 | Samotność po zmierzchu - Wydany: 23 lutego 2004 - Wydawca: BMG Poland - Format: CD, digital download                                         | 1                           | - POL: złota płyta        | - POL: 40 000+ |
| 2006 | Kilka historii na ten sam temat - Wydany: 16 października 2006 - Wydawca: Sony BMG Music Entertainment Poland - Format: CD, digital download | 1                           | - POL: platynowa płyta    | - POL: 50 000+ |
| 2008 | W spodniach czy w sukience? - Wydany: 16 czerwca 2008 - Wydawca: Sony BMG Music Entertainment Poland - Format: CD, digital download          | 1                           | - POL: platynowa płyta    | - POL: 50 000+ |
| 2010 | Ania Movie - Wydany: 2 kwietnia 2010 - Wydawca: Sony Music Entertainment Poland - Format: CD, digital download                               | 1                           | - POL: platynowa płyta    | - POL: 50 000+ |
| 2012 | Bawię się świetnie - Wydany: 19 października 2012 - Wydawca: Jazzboy Records - Format: CD, digital download                                  | 2                           | - POL: platynowa płyta    | - POL: 30 000+ |
| 2016 | Dla naiwnych marzycieli - Data: 4 marca 2016 - Wydawca: Sony BMG Music Entertainment Poland - Format: CD, digital download                   | 1                           | - POL: 3× platynowa płyta | - POL: 90 000+ |

## Minialbumy
| Rok  | Tytuł                                                            |
| ---- | ---------------------------------------------------------------- |
| 2010 | Live EP - Data: 10 kwietnia 2010 - Wydawca: Jazzboy Records      |
| 2010 | Bang Bang EP - Data: 10 kwietnia 2010 - Wydawca: Jazzboy Records |

## Albumy kompilacyjne
| Rok  | Dane dot. albumu                                                                                | Najwyższa pozycja na liście | Certyfikat                | Sprzedaż       |
| Rok  | Dane dot. albumu                                                                                | POL                         | Certyfikat                | Sprzedaż       |
| ---- | ----------------------------------------------------------------------------------------------- | --------------------------- | ------------------------- | -------------- |
| 2017 | The Best of - Wydany: 10 listopada 2017 - Wydawca: Sony Music Entertainment - Format: CD, winyl | 2                           | - POL: 2× platynowa płyta | - POL: 60 000+ |

## Kompilacje różnych wykonawców
| Rok  | Dane dot. albumu                                                                     | Najwyższa pozycja na liście |
| Rok  | Dane dot. albumu                                                                     | POL                         |
| ---- | ------------------------------------------------------------------------------------ | --------------------------- |
| 2004 | Jazzboy Presents: Ania 60/70 - Data: 22 października 2010 - Wydawca: Jazzboy Records | 15                          |

## Single
| Rok                            | Tytuł                                              | Najwyższe pozycje na listach | Najwyższe pozycje na listach | Najwyższe pozycje na listach | Najwyższe pozycje na listach | Najwyższe pozycje na listach | Certyfikat                | Sprzedaż       | Album                                     |
| Rok                            | Tytuł                                              | POL (airplay)                | LP3                          | RMF                          | SLiP                         | WiR                          | Certyfikat                | Sprzedaż       | Album                                     |
| ------------------------------ | -------------------------------------------------- | ---------------------------- | ---------------------------- | ---------------------------- | ---------------------------- | ---------------------------- | ------------------------- | -------------- | ----------------------------------------- |
| 2003                           | „I See”                                            | –                            | –                            | –                            | 36                           | –                            |                           |                | Samotność po zmierzchu (edycja specjalna) |
| 2004                           | „Tego chciałam”                                    | –                            | 11                           | 1                            | 1                            | 3                            |                           |                | Samotność po zmierzchu                    |
| 2004                           | „Glory”                                            | –                            | –                            | –                            | 1                            | –                            |                           |                | Samotność po zmierzchu                    |
| 2004                           | „Nie ma nic w co mógłbyś wierzyć”                  | –                            | –                            | –                            | –                            | –                            |                           |                | Samotność po zmierzchu                    |
| 2004                           | „Charlie, Charlie”                                 | –                            | 1                            | –                            | 1                            | –                            |                           |                | Samotność po zmierzchu                    |
| 2004                           | „Inna”                                             | –                            | 15                           | 3                            | 4                            | –                            |                           |                | Samotność po zmierzchu                    |
| 2006                           | „Trudno mi się przyznać”                           | –                            | 8                            | 2                            | 1                            | –                            |                           |                | Kilka historii na ten sam temat           |
| 2007                           | „Czekam...”                                        | –                            | 5                            | 2                            | 3                            | 6                            |                           |                | Kilka historii na ten sam temat           |
| 2007                           | „Musisz wierzyć”                                   | –                            | 35                           | 13                           | 5                            | 7                            |                           |                | Kilka historii na ten sam temat           |
| 2008                           | „Nigdy więcej nie tańcz ze mną”                    | –                            | 5                            | 2                            | 3                            | –                            |                           |                | W spodniach czy w sukience?               |
| 2008                           | „W spodniach czy w sukience”                       | –                            | 1                            | –                            | 2                            | –                            |                           |                | W spodniach czy w sukience?               |
| 2009                           | „Smutek mam we krwi”                               | –                            | 18                           | –                            | 4                            | –                            |                           |                | W spodniach czy w sukience?               |
| 2009                           | „Nigdy nie mów nigdy”                              | –                            | 8                            | 3                            | 3                            | 4                            |                           |                | Nigdy nie mów nigdy (ścieżka dźwiękowa)   |
| 2010                           | „Driving All Around” (oraz Bogdan Kondracki)       | –                            | –                            | –                            | –                            | –                            |                           |                | Ania Movie (edycja specjalna)             |
| 2010                           | „Suicide Is Painless”                              | –                            | 15                           | –                            | 18                           | –                            |                           |                | Ania Movie                                |
| 2010                           | „Bang Bang”                                        | –                            | 1                            | –                            | –                            | –                            |                           |                | Ania Movie                                |
| 2010                           | „Silent Sigh”                                      | –                            | 30                           | –                            | –                            | –                            |                           |                | Ania Movie                                |
| 2012                           | „Bawię się świetnie”                               | –                            | 14                           | 1                            | 3                            | –                            |                           |                | Bawię się świetnie                        |
| 2012                           | „Kiedyś mi powiesz kim chcesz być”                 | –                            | 29                           | –                            | 25                           | –                            |                           |                | Bawię się świetnie                        |
| 2013                           | „Jeszcze ten jeden raz”                            | –                            | 29                           | –                            | 6                            | –                            |                           |                | Bawię się świetnie                        |
| 2015                           | „Nieprawda”                                        | 73                           | 10                           | –                            | 21                           | 2                            |                           |                | Dla naiwnych marzycieli                   |
| 2016                           | „W głowie”                                         | 7                            | 25                           | 1                            | 4                            | 1                            | - POL: 3× platynowa płyta | - POL: 60 000+ | Dla naiwnych marzycieli                   |
| 2016                           | „Poskładaj mnie”                                   | 32                           | 22                           | –                            | 22                           | 1                            | - POL: złota płyta        | - POL: 25 000+ | Dla naiwnych marzycieli                   |
| 2017                           | „Porady na zdrady (Dreszcze)”                      | 2                            | 29                           | 1                            | 3                            | 1                            | - POL: 4× platynowa płyta | - POL: 80 000+ | Porady na zdrady (ścieżka dźwiękowa)      |
| 2017                           | „Nieprawda” (Gromee Remix)                         | 1                            | –                            | 1                            | 6                            | –                            | - POL: 4× platynowa płyta | - POL: 80 000+ | The Best of                               |
| 2017                           | „Z Tobą nie umiem wygrać”                          | 1                            | 25                           | 1                            | 4                            | 1                            | - POL: 3× platynowa płyta | - POL: 60 000+ | The Best of                               |
| 2018                           | „Serce nie sługa”                                  | 6                            | –                            | 1                            | 8                            | 2                            | - POL: platynowa płyta    | - POL: 20 000+ | Serce nie sługa (ścieżka dźwiękowa)       |
| 2019                           | „1800 gramów (Gdy wiem, że jesteś)” (oraz Grubson) | –                            | –                            | –                            | 15                           | –                            |                           |                | 1800 gramów (ścieżka dźwiękowa)           |
| 2022                           | „Baczyński (Pisz do mnie listy)” (oraz Sanah)      | –                            | X                            | –                            | –                            | –                            | - POL: złota płyta        | - POL: 25 000+ | Uczta                                     |
| 2022                           | „Ktoś inny”                                        | 22                           | X                            | 4                            | 12                           | –                            | - POL: złota płyta        | - POL: 25 000+ | –                                         |
| „–” pozycja nie była notowana. |                                                    |                              |                              |                              |                              |                              |                           |                |                                           |

### Z gościnnym udziałem
| Rok                            | Tytuł                                                                                  | Najwyższe pozycje na listach | Najwyższe pozycje na listach | Certyfikat             | Sprzedaż       | Album                                 |
| Rok                            | Tytuł                                                                                  | POL (airplay)                | SLiP                         | Certyfikat             | Sprzedaż       | Album                                 |
| ------------------------------ | -------------------------------------------------------------------------------------- | ---------------------------- | ---------------------------- | ---------------------- | -------------- | ------------------------------------- |
| 2002                           | „Może się wydawać” (oraz Alicja Janosz i Przyjaciele)                                  | –                            | –                            |                        |                | Idol Top 10                           |
| 2003                           | „Trzynastka” (Projekt SI 031, gościnnie: Ania)                                         | –                            | 37                           |                        |                | Projekt SI 031                        |
| 2006                           | „Nothing Is Forever” (oraz Silver Rocket, gościnnie: Ania)                             | –                            | –                            |                        |                | Unhappy Songs                         |
| 2006                           | „Eyes Without a Face” (Silver Rocket, gościnnie: Ania)                                 | –                            | –                            |                        |                | Unhappy Songs                         |
| 2007                           | „Płyń” (Jacek Lachowicz, gościnnie: Ania)                                              | –                            | –                            |                        |                | Za morzami                            |
| 2009                           | „Johnny and Mary” (Nouvelle Vague, gościnnie: Ania)                                    | –                            | –                            |                        |                | 3                                     |
| 2012                           | „Nothing’s Wrong” (Piotr Niesłuchowski, gościnnie: Ania)                               | –                            | –                            |                        |                | Bawię się świetnie (edycja specjalna) |
| 2012                           | „Niebieski parasol” (Kielich, gościnnie: Ania Dąbrowska)                               | –                            | 34                           |                        |                | Dziecko szczęścia                     |
| 2013                           | „Leather and Lace” (L.Stadt, gościnnie: Ania Dąbrowska)                                | –                            | –                            |                        |                | You Gotta Move                        |
| 2017                           | „On ciągle walczył” (Krzysztof Krawczyk, gościnnie: Ania Dąbrowska)                    | –                            | –                            |                        |                | Duety                                 |
| 2019                           | „Lęk” (Pawbeats, gościnnie: Ania Dąbrowska)                                            | –                            | 24                           |                        |                | Out                                   |
| 2020                           | „Powiedz mi (kto w tych oczach mieszka)” (Gromee, gościnnie: Ania Dąbrowska i Abradab) | 6                            | 2                            | - POL: platynowa płyta | - POL: 20 000+ | Tiny Sparks                           |
| „–” pozycja nie była notowana. |                                                                                        |                              |                              |                        |                |                                       |

## Teledyski
| Rok       | Tytuł                               | Reżyseria                     |
| --------- | ----------------------------------- | ----------------------------- |
| 2004      | „Tego chciałam”                     | Bo Martin                     |
| 2004      | „Glory”                             | Iza Poniatowska               |
| 2004      | „Nie ma nic w co mógłbyś wierzyć”   | Marta Pruska                  |
| 2006      | „Trudno mi się przyznać”            | Kama Czudowska i Miguel Nieto |
| 2007      | „Musisz wierzyć”                    | Adrian Panek                  |
| 2008      | „Nigdy więcej nie tańcz ze mną”     | Ania Dąbrowska                |
| 2008      | „W spodniach czy w sukience”        | Ania Dąbrowska                |
| 2009      | „Smutek mam we krwi”                | Ania Dąbrowska i Bo Martin    |
| 2009      | „Nigdy nie mów nigdy”               | Mirosław Kuba Brożek          |
| 2010      | „Bang Bang”                         | 2 DajREKTORS                  |
| 2010      | „Silent Sigh”                       | Bo Martin                     |
| 2012      | „Bawię się świetnie”                | Marta Pruska                  |
| 2013      | „Jeszcze ten jeden raz”             | Artur Faryna                  |
| 2016      | „W głowie”                          | Ania Dąbrowska                |
| 2016      | „Poskładaj mnie”                    | Małgorzata Suwała             |
| 2017      | „Porady na zdrady (Dreszcze)”       | Mirosław Kuba Brożek          |
| 2017      | „Nieprawda”                         | Grupa 13                      |
| 2018      | „Serce nie sługa”                   | Pascal Pawliszewski           |
| 2019      | „1800 gramów (Gdy wiem, że jesteś)” | Krzysztof Kujawski            |
| 2022      | „Ktoś inny”                         | Olga Czyżykiewicz             |
| Gościnnie |                                     |                               |
| 2002      | „Może się wydawać”                  | —                             |
| 2003      | „Trzynastka”                        | Marta Pruska                  |
| 2005      | „Nothing Is Forever”                | Miguel Nieto                  |
| 2006      | „Eyes Without a Face”               | —                             |
| 2007      | „Płyń”                              | —                             |
| 2019      | „Lęk”                               | Sebastian Graboś              |

## Gościnny udział na innych albumach
| Rok  | Tytuł                                                                                        | Utwory |
| ---- | -------------------------------------------------------------------------------------------- | --- |
| 2002 | Idol Top 10 (różni wykonawcy) - Data: 5 sierpnia 2002 - Wydawca: Sony BMG                    | - „Może się wydawać" - „Can’t Run Away” |
| 2003 | Projekt SI 031 (Projekt SI 031) - Data: 21 marca 2003 - Wydawca: Sissy Records               | - „Jedynka” (oraz Jacek Lachowicz) - „Trzynastka” (oraz Homosapiens) - „Szesnastka” (oraz Jacek Lachowicz)                                                                      |
| 2003 | Zetzibar: Czerwony (różni wykonawcy) - Data: 27 czerwca 2003 - Wydawca: Sony BMG             | - „I See” |
| 2004 | To, co w życiu ważne (Krzysztof Krawczyk) - Data: 31 maja 2004 - Wydawca: Sony BMG           | - ścieżki 1–4, 7–8, 10, 12–13 (chórki) |
| 2004 | Album (Brodka) - Data: 25 października 2004 - Wydawca: Sony BMG                              | - „Dream" (chórki) |
| 2005 | Kochać (Maryla Rodowicz) - Data: 29 maja 2005 - Wydawca: Sony BMG                            | - ścieżki 1–6, 8, 9 (chórki) |
| 2006 | Unhappy Songs (Silver Rocket) - Data: 31 stycznia 2006 - Wydawca: Sony BMG                   | - „Nothing Is Forever” (oraz Karolina Kozak, Marsija i Kasia Nosowska) - „Now” (oraz Artur Rojek) - „Eyes Without a Face” (oraz Tomek Makowiecki) - „So Close to Say I’m Happy” |
| 2006 | Moje piosenki (Brodka) - Data: 20 października 2006 - Wydawca: Sony BMG                      | - (chórki) |
| 2006 | Gala duetów (różni wykonawcy) - Data: 13 listopada 2006 - Wydawca: Sony BMG                  | - „I Say a Little Prayer” (oraz Brodka) |
| 2006 | L Niño vol. 1 (Liroy) - Data: 4 grudnia 2006 - Wydawca: Def Entertainment                    | - „W biegu” (oraz Michał Urbaniak) |
| 2007 | Za morzami (Jacek Lachowicz) - Data: 14 maja 2007 - Wydawca: Mystic Production               | - „Płyń” |
| 2007 | Ostatnie wspólne zdjęcie (Tomek Makowiecki) - Data: 22 października 2007 - Wydawca: Sony BMG | - „Bonnie & Clyde” |
| 2009 | 3 (Nouvelle Vague) - Data: 31 sierpnia 2009 - Wydawca: Isound Labels                         | - „Johnny and Mary” |
| 2009 | Nigdy nie mów nigdy (ścieżka dźwiękowa) - Data: 9 listopada 2009 - Wydawca: Jazzboy Records  | - „Nigdy nie mów nigdy” |
| 2011 | Mój Big-Bit (Ania Rusowicz) - Data: 21 października 2011 - Wydawca: Universal Music Polska   | - „Babskie gad-anie” |
| 2012 | Dziecko szczęścia (Kielich) - Data: 17 kwietnia 2012 - Wydawca: Universal Music Polska       | - „Niebieski parasol” |
| 2012 | July Stars (June) - Data: 8 maja 2012 - Wydawca: EMI Music Poland                            | - „Waitin’” |
| 2013 | You Gotta Move (L.Stadt) - Data: 2 października 2013 - Wydawca: Mystic Production            | - „Leather and Lace” |
| 2017 | Duety (Krzysztof Krawczyk) - Data: 4 listopada 2016 - Wydawca: Sony BMG                      | - „On ciągle walczył” |